# Manuel Velarde Dellepiane
Manuel Fernando Jorge Carlos Velarde Dellepiane (San Isidro, Lima, 7 de octubre de 1968) es un abogado y político peruano. Fue alcalde del distrito de San Isidro (2015-2018) y candidato a la alcaldía de Lima en las elecciones municipales de 2018.

## Biografía
Nacido en Lima en 1968, es hijo de Manuel Velarde Aspíllaga y Gerda Dellepiane Zoeger. Su padre, el político accionpopulista, fue dos veces ministro en el primer gobierno de Fernando Belaúnde y presidente del Banco Industrial.
Realizó sus estudios escolares en los colegios Inmaculado Corazón y Santa María Marianistas, y cursó estudios superiores en la Facultad de Derecho de la Pontificia Universidad Católica del Perú, donde se graduó de bachiller en Derecho (1994). Posteriormente, realizó una maestría en Derecho Corporativo en la Universidad de Pensilvania (1995) y otra en Derecho Financiero en el King's College de la Universidad de Londres (1999).
En 1998, se casó con Paula Moreyra Mujica, nieta del político Carlos Moreyra y Paz-Soldán. 
Durante la década de los 90, muy joven Velarde se dedicó a la asesoría legal de finanzas, primero, en la prestigiosa firma Shearman & Sterling de Nueva York, luego, en un bufete de Lima y, finalmente, en Shearman & Sterling de nuevo. De 2000 a 2003 trabajó como abogado del departamento legal del Euroclear Bank de Bruselas.
En 2003, ingresó a la administración pública como abogado del Ministerio de Economía y Finanzas y en 2006 fue nombrado director general de la Oficina General de Asesoría Jurídica del Ministerio, puesto del que se apartó en 2008 por la renuncia del ministro de la cartera Luis Carranza. En 2006 había sido designado miembro del directorio de Conasev (actual Superintendencia del Mercado de Valores). En febrero de 2009, con la reincorporación de Carranza el gobierno lo nombró jefe de la Superintendencia Nacional de Administración Tributaria (SUNAT), pero renunció al cargo al terminar el año junto con otros altos funcionarios tras la nueva salida del ministro.
Desde el 2010 hasta el 2015 fue profesor de la Escuela de Economía de la Universidad de San Martín de Porres.
Miembro del Partido Popular Cristiano (PPC) desde el 2004, fue candidato a la alcaldía de San Isidro en las elecciones municipales de 2010, pero perdió frente a Antonio Meier. En las elecciones de 2014, fue nuevamente candidato y ganó con un 29.6% de los votos frente al 27.8% de Madeleine Osterling, su contendiente más cercana.
En junio de 2017 renunció a su militancia en el PPC, aduciendo motivos personales, pero trascendió que se alistaba a postular a la alcaldía de Lima metropolitana. Y, efectivamente, el 18 de febrero de 2018 anunció oficialmente dicha postulación, compitiendo en las elecciones municipales de Lima de 2018.

## Publicaciones
- Project Finance in Peru (junto a Albert A. Forsyth). 1998.[3]